# Clemensia urucata
Clemensia urucata là một loài bướm đêm thuộc phân họ Arctiinae, họ Erebidae.